# Putsborough
Putsborough – wieś w Anglii, w hrabstwie Devon, w dystrykcie North Devon.